# Nir Bergman
Pour les articles homonymes, voir Bergman.
Nir Bergman (en ניר ברגמן), né à Haïfa (Israël) le 8 août 1969, est un réalisateur et  scénariste israélien.

## Filmographie partielle

### Comme réalisateur

#### Au cinéma
- 1997 : Yomit
- 1998 : Sussei Yam
- 2002 : Broken Wings (Knafayim Shvurot)
- 2010 : La Grammaire intérieure (he) (Hadikduk HaPnimi)
- 2010 : Sharon Amrani: Remember His Name
- 2014 : Yona
- 2016 : Saving Neta
- 2020 : My Kid (Here We Are)

#### À la télévision
- 2003 : Meorav Yerushalmi (série TV)
- 2005 : BeTipul (série TV)
- 2008 : Migdalim Ba'avir (série TV)

## Récompenses et distinctions
- 2002 : Prix du Festival international du film de Jérusalem pour Broken Wings